# Munksäl
Inte att förväxlas med den fiktiva havslevande varelsen sjömunk.
Munksäl eller havsmunk (Monachus monachus) är en utrotningshotad sälart i släktet munksälar. Den förekommer i Medelhavet och östra Atlanten.

## Kännetecken

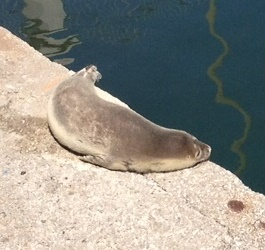
Individ på Coaling Island, Gibraltar.

Med en längd på omkring 240 cm och en vikt på 280 kg (hona) är havsmunken betydligt större än knubbsälen. Dess päls varierar mellan ljusgrå och svartbrun. Honor är något mindre än hannar. Hannar och ungdjur har ibland en vit fläck på buken. Ungen är vid födelsen svartaktig och har en längd på omkring 80 cm.

## Utbredning och habitat
Arten förekommer främst i Medelhavet i flera från varandra skilda populationer. En population lever vid Greklands och Turkiets kustlinjer, till exempel vid Fokaia och Anamur, andra populationer finns vid Galiteöarna vid Tunisien, på olika platser vid Marockos och Västsaharas kustlinje samt vid  Desertasöarna i Atlanten, som tillhör Madeiras förvaltningsområde. Vid vandringar når de ibland så långt norrut som Frankrike, söderut till Senegal och österut till Svarta havet.
Havsmunken vistas främst nära kustlinjer och honor med ungar gömmer sig ofta i grottor vid vattnet. De vilar på sandstränder och mindre vassa klippor.

## Levnadssätt
Sälen är aktiv på dagen och livnär sig främst av fiskar. Dessutom äter den olika blötdjur. Hos arten förekommer mindre grupper med upp till 20 individer. På stranden vilar de däremot oftast ensamma.
Det är inte mycket känt om dess fortplantningsbiologi. Antagligen parar sig en hane med flera honor. Efter dräktigheten, som varar i 9 till 11 månader föds de flesta ungdjuren mellan oktober och november. De föds ofta i grottor där ingången ligger under vattenytan. Vid hög vattennivå översvämmas grottan och därför överlever bara 29 % av ungdjuren fram till januari. Ungen dias intensivt i tre till fyra månader och avvänjs helt efter cirka 6 månader. Beteendet är mycket ovanligt för öronlösa sälar.
Livslängden uppgår till 30 år.

## Status och hot
Munksälen är utrotningshotad och IUCN kategoriserar den som starkt hotad (EN). Kolonin nära Madeira har cirka 80 individer och är en av de få som ökar.